# Космос-2187
Космос-2187 је један од преко 2400 совјетских вјештачких сателита лансираних у оквиру програма Космос.
Космос-2187 је лансиран са космодрома Плесецк, Русија, 3. јуна 1992. Ракета-носач Космос је поставила сателит у орбиту око планете Земље. Маса сателита при лансирању је износила 45 килограма. Космос-2187 је био комуникациони сателит.